# Lista amerykańskich senatorów ze stanu Oregon
Oregon dołączył do Unii 14 lutego 1859 roku. Posiada prawo do mandatów senatorskich 2. i 3. klasy. Do 1906 roku senatorowie byli wybierani przez stanowy parlament. Od tego czasu wybierani są w wyborach powszechnych.

## 2. klasa
| Lp.   | Imię i nazwisko      | Imię i nazwisko | Od                   | Do                   | Partia               | Kadencja                                                        | Uwagi |
| ----- | -------------------- | --------------- | -------------------- | -------------------- | -------------------- | --------------------------------------------------------------- | --- |
| 1     | Delazon Smith        |                 | 14 lutego 1859       | 4 marca 1859         | Partia Demokratyczna | 1                                                               | Wybrany w 1859 Przegrał wybory                                                                           |
| Wakat | Wakat                | Wakat           | 3 marca 1859         | 1 października 1860  |                      | 2                                                               | Parlament nie zdołał wybrać senatora                                                                     |
| 2     | Edward D. Baker      |                 | 1 października 1860  | 21 października 1861 | Partia Republikańska | 2                                                               | Wybrany w 1860 Zmarł w trakcie pełnienia urzędu w 1861                                                   |
| Wakat | Wakat                | Wakat           | 21 października 1861 | 27 lutego 1862       |                      | 2                                                               | |
| 3     | Benjamin Stark       |                 | 27 lutego 1862       | 1 grudnia 1862       | Partia Demokratyczna | 2                                                               | Mianowany do kontynuowania kadencji w 1862 Zrezygnował po wyborze następcy                               |
| 4     | Benjamin F. Harding  |                 | 1 grudnia 1862       | 4 marca 1865         | Partia Demokratyczna | 2                                                               | Wybrany w wyborach specjalnych Nie starał się o reelekcję w 1865                                         |
| 5     | George H. Williams   |                 | 4 marca 1865         | 4 marca 1871         | Partia Republikańska | 3                                                               | Wybrany w 1865 Przegrał wybory w 1871                                                                    |
| 6     | James K. Kelly       |                 | 4 marca 1871         | 4 marca 1877         | Partia Demokratyczna | 4                                                               | Wybrany w 1871 Nie starał się o reelekcję w 1877                                                         |
| 7     | La Fayette Grover    |                 | 4 marca 1877         | 4 marca 1883         | Partia Demokratyczna | 5                                                               | Wybrany w 1877 Nie starał się o reelekcję w 1883                                                         |
| 8     | Joseph N. Dolph      |                 | 4 marca 1883         | 4 marca 1895         | Partia Republikańska | 6                                                               | Wybrany w 1883                                                                                           |
| 8     | Joseph N. Dolph      | 7               | 4 marca 1883         | 4 marca 1895         | Partia Republikańska | Reelekcja w 1889 Przegrał wybory w 1895                         | |
| 9     | George W. McBride    |                 | 4 marca 1895         | 4 marca 1901         | Partia Republikańska | 8                                                               | Wybrany w 1895 Przegrał prawybory w 1900                                                                 |
| 10    | John H. Mitchell     |                 | 4 marca 1901         | 8 grudnia 1905       | Partia Republikańska | 9                                                               | Wybrany w 1900 Zmarł w trakcie pełnienia urzędu w 1905                                                   |
| Wakat | Wakat                | Wakat           | 8 grudnia 1905       | 21 grudnia 1905      |                      | 9                                                               | |
| 11    | John M. Gearin       |                 | 21 grudnia 1905      | 23 stycznia 1907     | Partia Demokratyczna | 9                                                               | Mianowany do kontynuowania kadencji w 1905 Zrezygnował po wyborze następcy                               |
| Wakat | Wakat                | Wakat           | 23 stycznia 1907     | 30 stycznia 1907     |                      | 9                                                               | |
| 12    | Frederick W. Mulkey  |                 | 30 stycznia 1907     | 4 marca 1907         | Partia Republikańska | 9                                                               | Wybrany w wyborach specjalnych do dokończenia kadencji w 1906 Nie starał się o reelekcję                 |
| 13    | Jonathan Bourne Jr.  |                 | 4 marca 1907         | 4 marca 1913         | Partia Republikańska | 10                                                              | Wybrany w 1906 Przegrał prawybory w 1912                                                                 |
| 14    | Harry Lane           |                 | 4 marca 1913         | 23 maja 1917         | Partia Demokratyczna | 11                                                              | Wybrany w 1912 Zmarł w trakcie pełnienia urzędu w 1917                                                   |
| Wakat | Wakat                | Wakat           | 23 maja 1917         | 29 maja 1917         |                      | 11                                                              | |
| 15    | Charles L. McNary    |                 | 29 maja 1917         | 5 listopada 1918     | Partia Republikańska | 11                                                              | Mianowany do kontynuowania kadencji w 1917 Zrezygnował po wyborze następcy                               |
| 16    | Frederick W. Mulkey  |                 | 5 listopada 1918     | 17 grudnia 1918      | Partia Republikańska | 11                                                              | Wybrany w wyborach specjalnych do dokończenia kadencji w 1918 Zrezygnował przed końcem kadencji          |
| 17    | Charles L. McNary    |                 | 18 grudnia 1918      | 25 lutego 1944       | Partia Republikańska | 11                                                              | Mianowany do dokończenia kadencji, będąc już wcześniej wybrany na pełną, 6-letnią kadencję               |
| 17    | Charles L. McNary    | 12              | 18 grudnia 1918      | 25 lutego 1944       | Partia Republikańska | Wybrany w 1918                                                  | |
| 17    | Charles L. McNary    | 13              | 18 grudnia 1918      | 25 lutego 1944       | Partia Republikańska | Reelekcja w 1924                                                | |
| 17    | Charles L. McNary    | 14              | 18 grudnia 1918      | 25 lutego 1944       | Partia Republikańska | Reelekcja w 1930                                                | |
| 17    | Charles L. McNary    | 15              | 18 grudnia 1918      | 25 lutego 1944       | Partia Republikańska | Reelekcja w 1936 Kandydat republikanów na wiceprezydenta w 1940 | |
| 17    | Charles L. McNary    | 16              | 18 grudnia 1918      | 25 lutego 1944       | Partia Republikańska | Reelekcja w 1942 Zmarł w trakcie pełnienia urzędu w 1944        | |
| Wakat | Wakat                | Wakat           | 25 lutego 1944       | 13 marca 1944        |                      | 16                                                              | |
| 18    | Guy Cordon           |                 | 13 marca 1944        | 3 stycznia 1955      | Partia Republikańska | 16                                                              | Mianowany do kontynuowania kadencji w 1944 Wybrany do dokończenia kadencji w wyborach specjalnych w 1944 |
| 18    | Guy Cordon           | 17              | 13 marca 1944        | 3 stycznia 1955      | Partia Republikańska | Reelekcja w 1948 Przegrał wybory w 1954                         | |
| 19    | Richard L. Neuberger |                 | 3 stycznia 1955      | 9 marca 1960         | Partia Demokratyczna | 18                                                              | Wybrany w 1954 Zmarł w trakcie pełnienia urzędu w 1960                                                   |
| Wakat | Wakat                | Wakat           | 9 marca 1960         | 23 marca 1960        |                      | 18                                                              | |
| 20    | Hall S. Lusk         |                 | 23 marca 1960        | 9 listopada 1960     | Partia Demokratyczna | 18                                                              | Mianowany do kontynuowania kadencji w 1960 Zrezygnował po wyborze następcy                               |
| 21    | Maurine Neuberger    |                 | 9 listopada 1960     | 3 stycznia 1967      | Partia Demokratyczna | 18                                                              | Wybrana do dokończenia kadencji męża w wyborach specjalnych w 1960                                       |
| 21    | Maurine Neuberger    | 19              | 9 listopada 1960     | 3 stycznia 1967      | Partia Demokratyczna | Reelekcja w 1960 Nie starała się o reelekcję w 1966             | |
| 22    | Mark Hatfield        |                 | 3 stycznia 1967      | 3 stycznia 1997      | Partia Republikańska | 20                                                              | Wybrany w 1966                                                                                           |
| 22    | Mark Hatfield        | 21              | 3 stycznia 1967      | 3 stycznia 1997      | Partia Republikańska | Reelekcja w 1972                                                | |
| 22    | Mark Hatfield        | 22              | 3 stycznia 1967      | 3 stycznia 1997      | Partia Republikańska | Reelekcja w 1978                                                | |
| 22    | Mark Hatfield        | 23              | 3 stycznia 1967      | 3 stycznia 1997      | Partia Republikańska | Reelekcja w 1984                                                | |
| 22    | Mark Hatfield        | 24              | 3 stycznia 1967      | 3 stycznia 1997      | Partia Republikańska | Reelekcja w 1990 Nie starał się o reelekcję w 1996              | |
| 23    | Gordon Smith         |                 | 3 stycznia 1997      | 3 stycznia 2009      | Partia Republikańska | 25                                                              | Wybrany w 1996                                                                                           |
| 23    | Gordon Smith         | 26              | 3 stycznia 1997      | 3 stycznia 2009      | Partia Republikańska | Reelekcja w 2002 Przegrał wybory w 2008                         | |
| 24    | Jeff Merkley         |                 | 3 stycznia 2009      | nadal                | Partia Demokratyczna | 27                                                              | Wybrany w 2008                                                                                           |
| 24    | Jeff Merkley         | 28              | 3 stycznia 2009      | nadal                | Partia Demokratyczna | Reelekcja w 2014                                                | |
| 24    | Jeff Merkley         | 29              | 3 stycznia 2009      | nadal                | Partia Demokratyczna | Reelekcja w 2020                                                | |

## 3. klasa
| Lp.   | Imię i nazwisko       | Imię i nazwisko        | Od                  | Do                  | Partia                         | Kadencja                                                       | Uwagi                                                                                     |
| ----- | --------------------- | ---------------------- | ------------------- | ------------------- | ------------------------------ | -------------------------------------------------------------- | ----------------------------------------------------------------------------------------- |
| 1     | Joseph Lane           |                        | 14 lutego 1859      | 4 marca 1861        | Partia Demokratyczna           | 1                                                              | Wybrany w 1859 Nie starał się o reelekcję w 1861                                          |
| 2     | James Nesmith         |                        | 4 marca 1861        | 4 marca 1867        | Partia Demokratyczna           | 2                                                              | Wybrany w 1861 Przegrał wybory w 1867                                                     |
| 3     | Henry W. Corbett      |                        | 4 marca 1867        | 4 marca 1873        | Partia Republikańska           | 3                                                              | Wybrany w 1867 Nie starał się o reelekcję w 1873                                          |
| 4     | John H. Mitchell      |                        | 4 marca 1873        | 4 marca 1879        | Partia Republikańska           | 4                                                              | Wybrany w 1873 Przegrał wybory w 1879                                                     |
| 5     | James H. Slater       |                        | 4 marca 1879        | 4 marca 1885        | Partia Demokratyczna           | 5                                                              | Wybrany w 1879 Nie starał się o reelekcję w 1885.                                         |
| Wakat | Wakat                 | Wakat                  | 4 marca 1885        | 17 grudnia 1885     |                                | 6                                                              |                                                                                           |
| 6     | John H. Mitchell      |                        | 17 grudnia 1885     | 4 marca 1897        | Partia Republikańska           | 6                                                              | Wybrany w 1885                                                                            |
| 6     | John H. Mitchell      | 7                      | 17 grudnia 1885     | 4 marca 1897        | Partia Republikańska           | Reelekcja w 1891 Przegrał wybory w 1897                        |                                                                                           |
| Wakat | Wakat                 | Wakat                  | 4 marca 1897        | 7 października 1898 |                                | 8                                                              |                                                                                           |
| 7     | Joseph Simon          |                        | 7 października 1898 | 4 marca 1903        | Partia Republikańska           | 8                                                              | Wybrany w 1898 Nie starał się o reelekcję w 1902                                          |
| 8     | Charles W. Fulton     |                        | 4 marca 1903        | 4 marca 1909        | Partia Republikańska           | 9                                                              | Wybrany w 1902 Przegrał wybory w 1908                                                     |
| 9     | George E. Chamberlain |                        | 4 marca 1909        | 4 marca 1921        | Partia Demokratyczna           | 10                                                             | Wybrany w 1908                                                                            |
| 9     | George E. Chamberlain | 11                     | 4 marca 1909        | 4 marca 1921        | Partia Demokratyczna           | Reelekcja w 1914 Przegrał wybory w 1920                        |                                                                                           |
| 10    | Robert N. Stanfield   |                        | 4 marca 1921        | 4 marca 1927        | Partia Republikańska           | 12                                                             | Wybrany w 1920 Przegrał prawybory w 1926                                                  |
| 11    | Frederick Steiwer     |                        | 4 marca 1927        | 31 stycznia 1938    | Partia Republikańska           | 13                                                             | Wybrany w 1926                                                                            |
| 11    | Frederick Steiwer     | 14                     | 4 marca 1927        | 31 stycznia 1938    | Partia Republikańska           | Reelekcja w 1932 Zrezygnował w trakcie trwania kadencji w 1938 |                                                                                           |
| Wakat | Wakat                 | Wakat                  | 31 stycznia 1938    | 11 lutego 1938      |                                | 14                                                             |                                                                                           |
| 12    | Alfred E. Reams       |                        | 11 lutego 1938      | 9 listopada 1938    | Partia Demokratyczna           | 14                                                             | Mianowany do kontynuowania kadencji w 1938 Zrezygnował po wyborze następcy                |
| 13    | Alexander G. Barry    |                        | 9 listopada 1938    | 3 stycznia 1939     | Partia Republikańska           | 14                                                             | Wybrany w wyborach specjalnych do dokończenia kadencji w 1938 Nie ubiegał się o reelekcję |
| 14    | Rufus C. Holman       |                        | 3 stycznia 1939     | 3 stycznia 1945     | Partia Republikańska           | 15                                                             | Wybrany w 1938 Przegrał prawybory w 1944                                                  |
| 15    | Wayne Morse           |                        | 3 stycznia 1945     | 3 stycznia 1969     | Partia Republikańska (do 1952) | 16                                                             | Wybrany w 1944                                                                            |
| 15    | Wayne Morse           | Niezależny (1952-1955) | 3 stycznia 1945     | 3 stycznia 1969     | 17                             | Reelekcja w 1950                                               |                                                                                           |
| 15    | Wayne Morse           | Partia Demokratyczna   | 3 stycznia 1945     | 3 stycznia 1969     | 18                             | Reelekcja w 1956                                               |                                                                                           |
| 15    | Wayne Morse           | Partia Demokratyczna   | 3 stycznia 1945     | 3 stycznia 1969     | 19                             | Reelekcja w 1962 Przegrał wybory w 1968                        |                                                                                           |
| 16    | Bob Packwood          |                        | 3 stycznia 1969     | 1 października 1995 | Partia Republikańska           | 20                                                             | Wybrany w 1968                                                                            |
| 16    | Bob Packwood          | 21                     | 3 stycznia 1969     | 1 października 1995 | Partia Republikańska           | Reelekcja w 1974                                               |                                                                                           |
| 16    | Bob Packwood          | 22                     | 3 stycznia 1969     | 1 października 1995 | Partia Republikańska           | Reelekcja w 1980                                               |                                                                                           |
| 16    | Bob Packwood          | 23                     | 3 stycznia 1969     | 1 października 1995 | Partia Republikańska           | Reelekcja w 1986                                               |                                                                                           |
| 16    | Bob Packwood          | 24                     | 3 stycznia 1969     | 1 października 1995 | Partia Republikańska           | Reelekcja w 1992 Zrezygnował w trakcie trwania kadencji w 1995 |                                                                                           |
| Wakat | Wakat                 | Wakat                  | 1 października 1995 | 6 lutego 1996       |                                | 24                                                             |                                                                                           |
| 17    | Ron Wyden             |                        | 6 lutego 1996       | nadal               | Partia Demokratyczna           | 24                                                             | Wybrany do dokończenia kadencji w wyborach specjalnych w 1996                             |
| 17    | Ron Wyden             | 25                     | 6 lutego 1996       | nadal               | Partia Demokratyczna           | Reelekcja w 1998                                               |                                                                                           |
| 17    | Ron Wyden             | 26                     | 6 lutego 1996       | nadal               | Partia Demokratyczna           | Reelekcja w 2004                                               |                                                                                           |
| 17    | Ron Wyden             | 27                     | 6 lutego 1996       | nadal               | Partia Demokratyczna           | Reelekcja w 2010                                               |                                                                                           |
| 17    | Ron Wyden             | 28                     | 6 lutego 1996       | nadal               | Partia Demokratyczna           | Reelekcja w 2016                                               |                                                                                           |
| 17    | Ron Wyden             | 29                     | 6 lutego 1996       | nadal               | Partia Demokratyczna           | Reelekcja w 2022                                               |                                                                                           |